# Inazuma Eleven Ares
Inazuma Eleven Ares (イナズマイレブンアレスの天秤?, Inazuma Irebun Aresu no Tenbin, lett. "Inazuma Eleven: la bilancia di Ares") è un anime del 2018 prodotto da OLM. Parte della serie di videogiochi Inazuma Eleven, la serie animata è un adattamento della prima metà del videogioco di ruolo (in seguito cancellato e sostituito da Inazuma Eleven: Victory Road) Inazuma Eleven Ares no Tenbin, dal quale è tratto anche il seguito Inazuma Eleven Orion no Kokuin, in onda in Giappone il 5 ottobre 2018. La serie è stata anticipata da Inazuma Eleven Reloaded (イナズマイレブン Reloaded?, Inazuma Irebun Rirōdeddo) ed Inazuma Eleven Outer Code (イナズマイレブン アウターコード?, Inazuma Irebun Autā Kōdo): il primo è un remake dell'episodio 27 della serie originale che funge da prologo alla serie, il secondo una serie di corti ambientati tra Reloaded ed Ares per mostrare alcune differenze dalla continuità originale e le conseguenze di quanto accaduto in Reloaded.
In Italia i primi 14 episodi sono stati pubblicati in anteprima su RaiPlay il 12 maggio 2019, mentre in televisione è stata trasmessa su Rai Gulp dal 28 maggio al 23 giugno 2019, esordendo con Inazuma Eleven Reloaded (integrato in questa serie come episodio 27) e a seguire dal primo episodio in poi. In America Latina la serie è trasmessa da Fox Sports

## Trama

### Inazuma Eleven Reloaded
Inazuma Eleven Ares prende atto in una linea temporale alternativa ambientata dopo gli eventi della prima stagione della serie originale: l'attacco dell'Alius Academy non è mai avvenuto e la Raimon, dopo esser stata consacrata la squadra giovanile più forte del Giappone, deve prepararsi ad affrontare il suo prossimo avversario, il mondo. Per questo motivo, l'allenatore Hillman è riuscito ad organizzare un'amichevole con la squadra di calcio giovanile campione della Spagna, la Barcellona Orb (バルセロナ・オーブ?, Baruserona Ōbu). La partita però è a senso unico e la Raimon viene stracciata con un sonoro 13-0: Hillman infatti aveva organizzato la partita in modo da mostrare ai suoi giocatori la differenza col resto del calcio mondiale; come seguente parte del suo piano, grazie al governo giapponese, viene attuato un programma di rivoluzione e rafforzamento del calcio giapponese in cui la Raimon viene sciolta ed i suoi membri vengono inviati a diverse squadre di calcio in tutto il Giappone col ruolo di giocatori e consulenti tecnici, con l'obiettivo di passare agli altri la loro forza nella speranza che ciò possa rafforzare il calcio giapponese fino al livello internazionale. Come indiretta conseguenza di ciò, la sponsorizzazione è diventata un aspetto vitale per la sopravvivenza di una squadra la quale, senza uno sponsor, non può partecipare alle partite e andrà incontro allo scioglimento,così` distruggendo ogni speranza della squadra.

### Inazuma Eleven Ares
La serie si concentra su tre protagonisti: Sonny Wright (稲森明日人?, Inamori Asuto, il principale), Elliot Ember (灰崎凌兵?, Haizaki Ryōhei) ed Heath Moore (野坂悠馬?, Nosaka Yūma).
Sonny Wright ed i suoi amici insieme formavano la squadra di calcio della remota isola Normidia (伊那国島?, Inakunijima, lett. "isola Inakuni"), casa loro. A seguito dello smembramento del loro club originale di calcio, i ragazzi prendono al volo l'occasione di sostituire la Raimon, trasferendosi ad Inazuma Town e partecipando al Football Frontier, allenati dal misterioso e bizzarro mister Yi; tuttavia alla Raimon manca uno sponsor, e per trovarlo è stata indetta un'amichevole contro la temuta Accademia Stella (星章学園?, Seishō Gakuen) (dove è stato inviato Jude), il cui bomber, Elliot Ember, è denominato "il demone del campo"[o il demonio in persona] a causa della sua capacità atletica e dello stile di gioco aggressivo che lo rende in grado di sbaragliare molte squadre. Nonostante un inizio all'altezza, la nuova Raimon perde clamorosamente 10-1 ma miracolosamente riescono a trovare uno sponsor, potendo così partecipare al torneo. All'organico della squadra si aggiunge addirittura Regina Mulgrave, la nuova presidentessa del comitato scolastico (posizione prima occupata da Nelly Raimon), che inizialmente era astiosa e arrogante nei confronti dei membri della nuova Raimon.
La squadra accede quindi alla fase regionale di qualificazione e, grazie ai bislacchi ma sorprendentemente efficaci allenamenti e ai consigli di mister Yi, i giocatori della Raimon migliorano tantissimo le proprie capacità di gioco, sviluppando tecniche micidiali e imparano anche ad adattarsi agli avversari: la Raimon infatti riesce a vincere tutte le partite, arrivando a battere la risollevata Royal Academy (guidata da Nathan Swift e, a sorpresa, dallo scarcerato Ray Dark, un criminale del mondo calcistico), a solo una vittoria dalla qualificazione alla fase nazionale. Le partite della Raimon inoltre sono osservate dagli spalti dallo stesso Elliot (incuriosito da Jude, il quale identifica Sonny come "la luce che lo salverà dalle tenebre") e da Heath Moore, capitano della squadra del Liceo Altaluna (王帝月ノ宮?, Ōtei Tsukinomiya), molto incuriosito dai modi non convenzionali della squadra e sempre accompagnato dal portiere Duske Grayling. Intanto, Jude riesce pian piano a far maturare Elliot come giocatore, insegnandogli la visione di gioco e come guidare la squadra in fase offensiva. Inoltre si viene a scoprire che lo scopo di Elliot è giocare per vendicare una sua amica d'infanzia, Gloria, ridotta in stato catatonico a seguito del programma sperimentale di allenamento psico-fisico "Giudizio di Ares" (che dà il nome alla serie): Elliot infatti ha giurato di diventare abbastanza forte da sbaragliare il Liceo Altaluna, i cui giocatori sono stati allenati e resi dei portenti proprio grazie a questo trattamento. Le partite di qualificazione sono quasi terminate e inaspettatamente, l'ultima partita che la Raimon dovrà giocare sarà contro l'Accademia Stella (che ha già ottenuto la qualificazione) a causa del fatto che entrambe le avversarie delle due squadre si sono ritirate all'ultimo minuto, costringendo gli organizzatori del torneo a mischiare i due gironi per quest'ultima partita: la notizia preoccupa i giocatori della Raimon tenendo a mente la loro prima partita, ma al contrario Elliot vede questa come l'opportunità per confrontarsi con la fantomatica "luce" indicata da Jude. Durante la partita, infatti, Elliot gioca in modo aggressivo cercando di far disperare Sonny, il quale tuttavia continua ad incitare i propri compagni, cosa che fa irritare il "demone del campo": la partita si accende grazie ai continui capovolgimenti di fronte dettati da mister Yi e da Jude, ma alla fine la Raimon ne esce vittoriosa con un risultato di 5-4 negli ultimi minuti e accede alla fase nazionale. Anche Elliot esce dalla partita sorprendentemente soddisfatto,e sorridendo. In seguito, a causa di un fortuito incidente, Regina entra in contatto con Heath, il quale si era sentito male poco dopo la fine della partita contro l'Accademia Stella.
Inizia il girone nazionale e la Raimon si ritrova ad affrontare la Zeus, la quale, dopo le macchinazioni di Dark, ha intrapreso una nuova via per diventare una squadra forte senza imbrogli; la Raimon, dopo una partita testa a testa riesce a prevalere per 3-2. Intanto l'Accademia Stella incontra come primo avversario proprio il Liceo Altaluna ed Elliot non vede l'ora di mettere in atto la sua vendetta, ma le cose non vanno come sperato: il Liceo Altaluna piazza facilmente il 3-0 e, con una tattica micidiale, riduce in pessime condizioni gli avversari, al che l'allenatore dell'Accademia Stella, Percival Travis, ritira la squadra per preservare i suoi ragazzi. Elliot è distrutto ma affronta Heath fuori dallo stadio, ma Heath gli tiene testa dicendo che il suo scopo è di rivoluzionare la società e se ne va dicendo di non accusare qualcuno senza una "solida prova", parole che fanno riflettere molto a Jude. Avanzando nel girone nazionale, la Raimon affronta e riesce a battere la Alpine (guidata dai fratelli Froste e scuola in cui è andato Kevin Dragonfly) e l'Accademia Alia (永世学園?, Eisei Gakuen, composta dai ragazzi che erano gli "alieni" della serie originale). Arrivata in semifinale, la Raimon si ritrova a giocare contro il Liceo Simplicio (利根川東泉?, Tonegawa Tōsen), scuola scelta da Mark Evans (il vecchio capitano della vecchia Raimon) in cui pianta il seme della sua esperienza e perciò è un avversario temibile: la partita infatti è ardua e mette alla prova le capacità del capitano di Maxime, tuttavia il suo spirito di voler portare i propri compagni in finale riesce a fargli superare la barriera che è Mark, portando la Raimon alla vittoria tuttavia infortunandosi. La Raimon inoltre riceve dallo stesso Mark i complimenti per il loro spirito e gli auguri per la finale. Si avvicina il giorno della finale tra Raimon e Liceo Altaluna e molte cose accadono: su consiglio di Jude, Elliot entra a far parte della Raimon, mentre Regina scopre che Heath ha un tumore al cervello e che nonostante ciò intende giocare la finale, rimanendo scioccata quando Heath stesso la definisce la sua "ultima partita"; Heath inoltre fornisce i dati della sua squadra alla Raimon e stringe un accordo con Pietro Viperi (御堂院宗忠?, Midōin Munetada), l'uomo dietro al Giudizio di Ares nonché sponsor del Liceo Altaluna, ottenendo la promessa che, se avessero vinto, i componenti della squadra avrebbero riottenuto la propria libertà (affinché permangano i suoi effetti, il Giudizio di Ares dev'essere ripetuto nel tempo e coloro che vi si sottopongono devono sottostare a rigide regole comportamentali). La finale finalmente inizia ed i ritmi della partita sono asfissianti, tuttavia la Raimon è tornata all'isola Normidia allenandosi apposta per contrastare le tecniche del Liceo Altaluna: la partita per tutto il secondo tempo è ferma sul 2-2, ma poco prima dello scadere la Raimon segna il gol del vantaggio grazie ad Adriano e vince il Football Frontier.
Dopo la partita vengono a galla numerose verità. Gloria infatti era guarita dalla catatonia tempo fa, ma ha finto grazie ad Heath di essere ancora in terapia affinché quest'ultimo potesse raccogliere abbastanza dati ed informazioni, quasi a discapito della sua stessa vita, contro il Giudizio di Ares: analisi fatte sul suo carcinoma infatti gli hanno permesso di dimostrare che il processo sia dannoso per l'organismo a causa dei medicinali usati; inoltre, Heath ha raccolto prove di manipolazione ed intimidazione ai danni di chi era rimasto vittima del Giudizio di Ares come Gloria, incastrando definitivamente Laspic e la sua società.

## Personaggi e doppiatori
| Personaggio       | Doppiatore giapponese                       | Doppiatore italiano                                   |
| ----------------- | ------------------------------------------- | ----------------------------------------------------- |
| Sonny Wright      | Ayumu Murase                                | Vito Ventura                                          |
| Elliot Ember      | Hiroshi Kamiya                              | Andrea Beltramo                                       |
| Heath Moore       | Jun Fuyukama                                | Simone Ricci                                          |
| Duske Grayling    | Kenichi Suzumura                            | Francesco Durando                                     |
| Sandra Fisher     | Ai Kayano                                   | Roberta Maraini                                       |
| Kiko Calavento    | Yuka Terasaki                               | Martina Tamburello                                    |
| Trevor Cook       | Takahiro Sakurai                            | Paolo Calabrese                                       |
| Nino Nango        | Haruka Tomatsu                              | Veronica Cuscusa                                      |
| Cliff Parker      | Kenta Miyake                                | Alessandro Germano                                    |
| Maxime Dassier    | Ryōhei Kimura                               | Alessandro Salvatore                                  |
| Valentin Eisner   | Saitō Sōma                                  | Mirko Rosella                                         |
| César Montalbàn   | Natsuki Hanae                               | Martina Tamburello                                    |
| Adriano Donati    | Shunsuke Takeuchi                           | Luca Sbaragli                                         |
| Basile Hardy      | Yūki Kaji                                   | Andrea Rotolo                                         |
| Mister Yi         | Yūichi Nakamura                             | Toni Mazzara                                          |
| Regina Mulgrave   | Rie Takahashi                               | Veronica Cuscusa                                      |
| Aurelia Dingle    | Akane Fujita                                | Erica Laiolo                                          |
| Dean Rush         | Haruo Yamagishi                             | Walter Rivetti                                        |
| Li                | Yuka Terasaki                               | Paolo Carenzo                                         |
| Mark Evans        | Junko Takeuchi                              | Andrea Oldani                                         |
| Axel Blaze        | Nojima Hirofumi                             | Davide Garbolino                                      |
| Jude Sharp        | Hiroyuki Hoshino                            | Simone Lupinacci                                      |
| Nathan Swift      | Yuka Nishigaki                              | Alessandro Germano                                    |
| Jack Wallside     | Megumi Tano                                 | Daniel Magni                                          |
| Kevin Dragonfly   | Yasuyuki Kase                               | Davide Fumagalli                                      |
| Silvia Woods      | Fumiko Orikasa                              | Laura Cherubelli                                      |
| Celia Hills       | Hinako Sasaki                               | Federica Simonelli                                    |
| David Samford     | Megumi Tano                                 | Alessandro Germano (1° voce) Omar Maestroni (2° voce) |
| Caleb Stonewall   | Yūki Kaji                                   | Jacopo Calatroni                                      |
| Joseph "Joe" King | Yūichi Nakamura                             | Valerio Amoruso                                       |
| Byron Love        | Yūko Sanpei                                 | Alessandro Germano                                    |
| Shawn Frost       | Mamoru Miyano                               | Stefano Lucchelli                                     |
| Aiden Frost       | Mamoru Miyano                               | Stefano Lucchelli                                     |
| Bunny Cottontail  | Minase Inori                                | Giada Bonanomi                                        |
| Hunter Foster     | Takahiro Mizushima Tomoe Hamba (da bambino) | Renato Novara                                         |
| Xavier Schiller   | Toshiki Masuda Ryōko Shiraishi (da bambino) | Dario Persico                                         |
| Billy Miller      | Rie Takahashi                               | Davide Farronato                                      |
| Seymour Hillman   | Tetsuo Kanao                                | Pino Pirovano                                         |
| Percival Travis   | Hiroki Tōchi                                | Pino Pirovano                                         |
| Ray Dark          | Seiji Sasaki                                | Francesco Maggioni                                    |
| Pietro Viperi     | Yūichi Nakamura                             | Donato Sbodio                                         |

## Sigle
Originali
- Apertura: Teppen e Dash! (てっぺんへダッシュ！? lett. "Corri verso la cima!") dei pugcat's.
- Finale: Koisuru Otome wa Amemoyō (恋する乙女は雨模様? lett. "Una ragazza innamorata sotto la pioggia") di alom

Italiane
- Apertura: "Verso la cima" (versione italiana di Teppen e Dash!) cantata da Luigi Alberio
- Chiusura: "Pioggia su una ragazza innamorata" (versione italiana di Koisuru Otome wa Amemoyō) cantata da Silvia Pinto